# Terasses de la riera dels canyars
Les Terrasses de la riera dels canyars també conegudes com a Canyars, és un jaciment arqueològic situat al terme municipal de Gavà, (Baix Llobregat), inclòs a l'Inventari del Patrimoni Arqueològic i Paleontològic de Catalunya.
Se situa en una zona boscosa entre els dos municipis en una antiga gravera d'extracció d'argiles. El jaciment arqueològic del Paleolític superior amb presència de restes d'indústria lítica del període Aurinyacià, eines de sílex i restes de fauna plistocena. El jaciment va ser descobert de manera casual i excavat entre els anys 2007 i 2008.